# Ислам в Танзании
Исла́м в Танза́нии является одной из трёх наиболее распространённых религий этой страны. Количество мусульман составляет по разным данным от трети до половины населения Танзании.

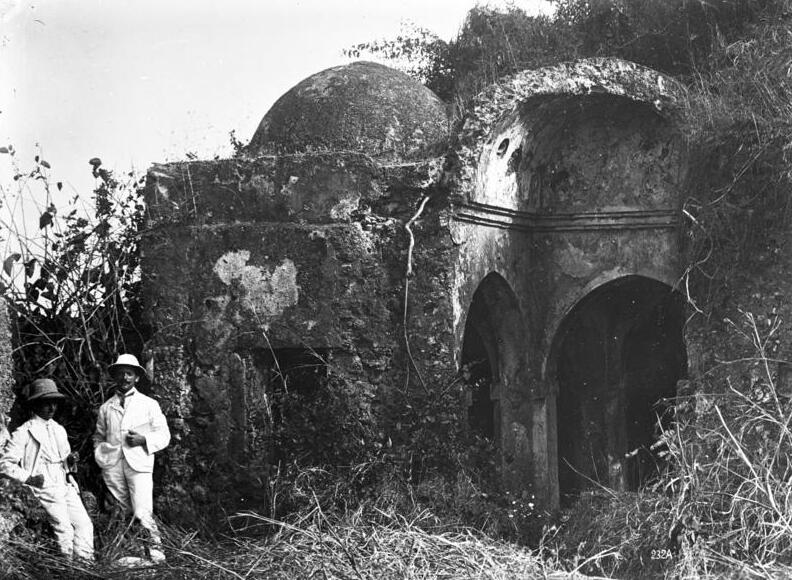
Великая мечеть в Килве, древнейшая мечеть в регионе Великих озёр

## История
Примерно в середине I тысячелетия н. э. на побережье нынешней Танзании появились персидские торговцы, а затем — арабские. Они принесли ислам на территорию современной Танзании. Именно тогда сложилась новая этническая общность — суахили. В X веке на землях суахили появился султанат Килва, распространивший своё влияние на прибрежную полосу Восточной Африки.
В 1107 году на острове Унгуджа выходцами из Шираза была построена первая мечеть в южном полушарии, мечеть Кизимкази. Во времена султаната Занзибар превратился в крупнейший центр работорговли в Восточной Африке. В XIX веке ежегодно через Занзибар продавались около 50 тысяч рабов.
В континентальную часть Танзании ислам начал проникать вместе с мусульманскими торговцами. Первая мечеть в регионе Великих озёр была заложена в X веке. Однако массово ислам начинает проникновение в континентальную часть страны в XIX веке. В этот период в мусульманство переходят ряд африканских вождей. В период между двумя мировыми войнами распространение ислама заметно ускорилось. Во второй половине XX века общину мусульман пополнили иммигранты из Индии и Пакистана. В 1969 году был создан Национальный совет мусульман Танзании, управляющий делами мусульман и избирающий муфтия.

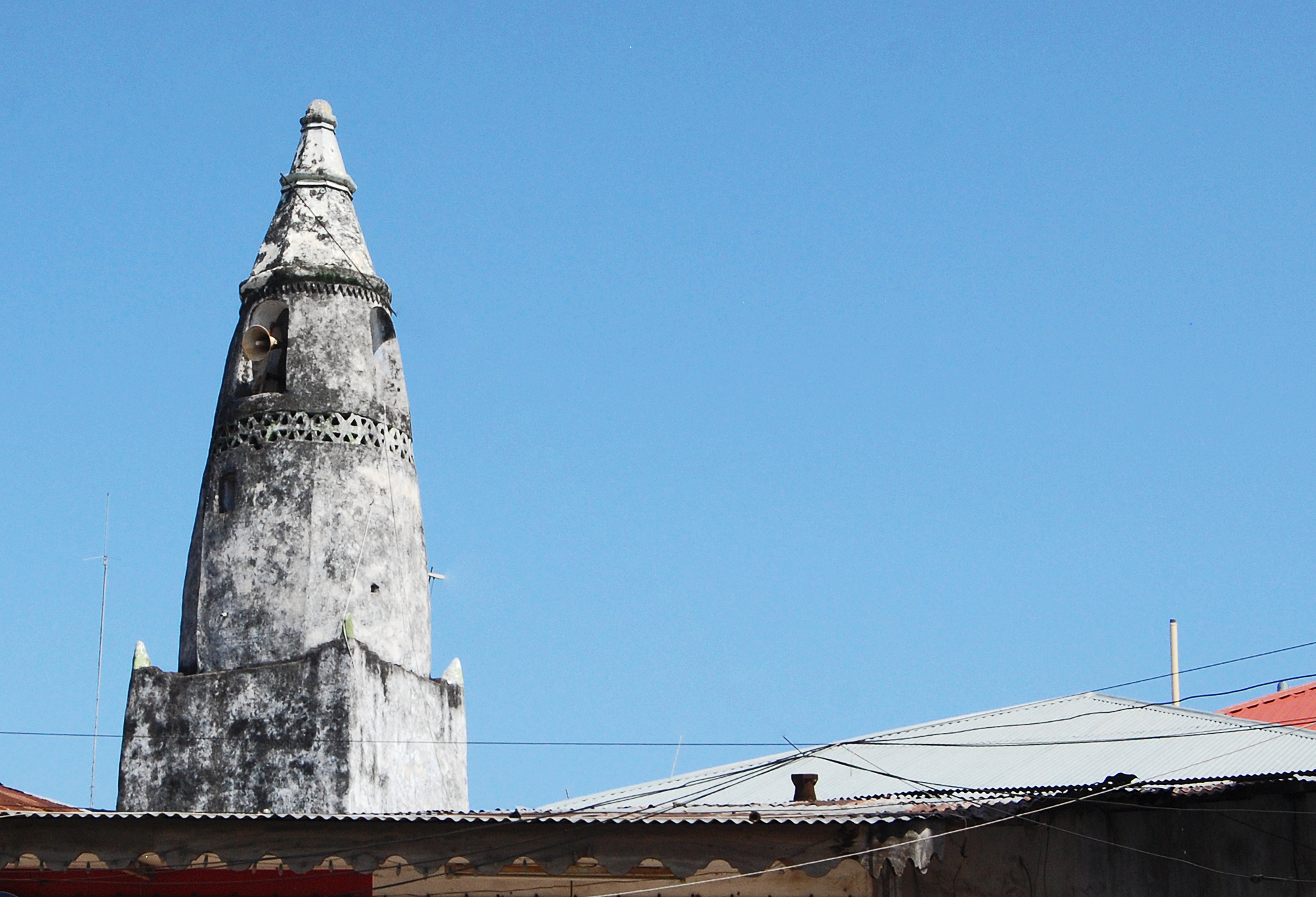
Мечеть Малинди в городе Занзибар

## Современное положение
Ислам является религией, по разным данным, от 30 до 50 % жителей Танзании. На материке мусульманские общины сосредоточены в прибрежных районах, причём некоторые крупные мусульманские общины также находятся во внутренних городских районах, особенно вдоль бывших караванных путей. Более 99 % населения архипелага Занзибар — мусульмане.
Большинство мусульман в Танзании являются суннитами шафиитского толка, с необычайно значимыми меньшинствами шиитов и ахмади в странах Африки к югу от Сахары. Согласно исследовательскому центру Пью, две трети мусульманского населения Танзании составляют сунниты, а остальные — либо шииты (20 %), либо ахмади (15 %).
В настоящее время ислам исповедуют арабы, диго, зигуа, квере, куту, матумби, мачинга, нгиндо, нденгереко, ранги, руфиджи, сомалийцы, суахили и ширази. Мусульмане также составляют примерно половину среди зарамо, мвера, ньямвези, паре и шамбала; вторая половина этих народов исповедует христианство. Мусульмане проживают на островах архипелага Занзибар, а также в крупных городах страны.
Большинство мусульман Танзании придерживаются суннитского направления шафиитской правовой школы; есть также ханафиты. Среди проживающих в Танзании иностранцев и иммигрантов немало шиитов (исмаилитов и имамитов); выходцы из Омана придерживаются ибадизма. Начиная с 1934 года в Танзании действует ахмадийская мусульманская община.